# Paul Lipson
Paul Lipson (né le 23 décembre 1913 à Brooklyn et mort le 3 janvier 1996 à New York) est un acteur américain de théâtre et de télévision.

## Biographie
Acteur de théâtre, il fait ses débuts à Broadway en 1942. Il a tenu le rôle de Tevye dans la comédie musicale Un violon sur le toit lors de plus de 2 000 représentations. Il apparait aussi à Broadway dans les pièces Detective Story, Remains to Be Seen, Carnival in Flanders, I've Got Sixpence, The Vamp, Fiorello!, et Bells Are Ringing.

## Théâtre
- 1942 : Lily of the Valley
- 1964 : Un violon sur le toit (Fiddler on the Roof)

## Filmographie
- 1955 : The Phil Silvers Show
- 1958 : Where Is Thy Brother?
- 1960 : Pretty Boy Floyd